# 阿尔索利

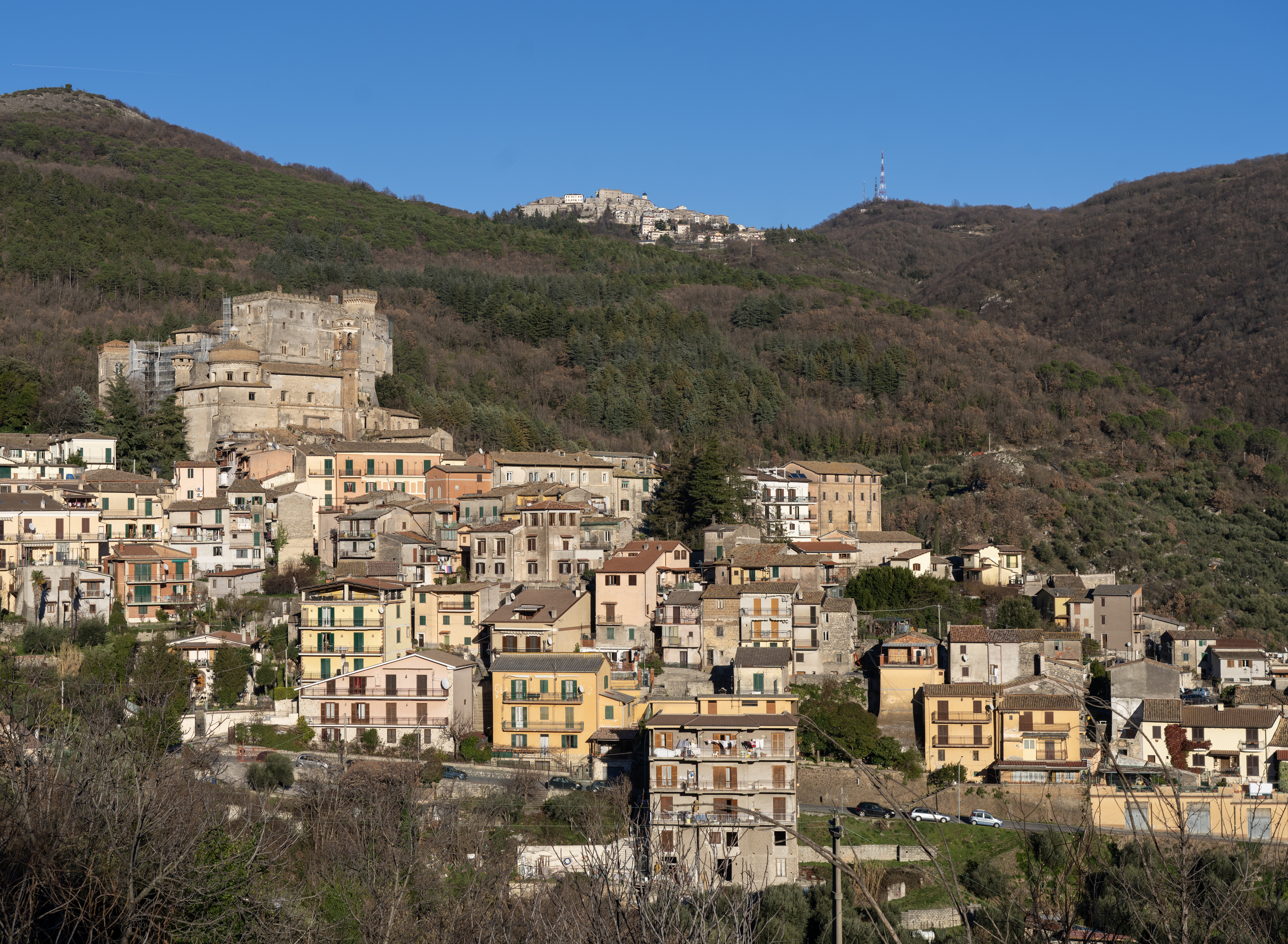
阿尔索利风景

阿尔索利（Arsoli）是意大利拉齐奥大区羅馬首都廣域市的一个市镇，面积12平方公里，人口1,537人（2001年）。